# Okenia hypogaea
Okenia hypogaea är en underblomsväxtart som beskrevs av Diederich Franz Leonhard von Schlechtendal och Adelbert von Chamisso. Okenia hypogaea ingår i släktet Okenia och familjen underblomsväxter. Inga underarter finns listade i Catalogue of Life.